# Promecolanguria
Promecolanguria é um género de coleópteros da família Erotylidae.